# Neonoemacheilus
Neonoemacheilus es un género de peces de la familia Balitoridae en el orden de los Cypriniformes.

## Especies
Las especies de este género son:
- Neonoemacheilus assamensis (Menon, 1987)
- Neonoemacheilus labeosus (Kottelat, 1982)
- Neonoemacheilus mengdingensis Zhu & Guo, 1989
- Neonoemacheilus morehensis Arunkumar, 2000
- Neonoemacheilus peguensis (Hora, 1929)